# Saint-Pierre (Marseille)
Pour les articles homonymes, voir Saint-Pierre.
Saint-Pierre est un quartier de Marseille, dans le 5e arrondissement.
Il doit son nom à une chapelle construite au XVIIe siècle en l'honneur de Saint Pierre apôtre dans la campagne, assez loin de la ville, et aujourd'hui disparue. Le chemin de Saint-Pierre, étroit et tortueux, qui y conduisait, est devenu la rue Saint-Pierre, la plus longue rue de Marseille (3 400 mètres,  contre 2 870 mètres pour la rue Paradis) : elle a son origine sur la place Jean-Jaurès (la Plaine), traverse d'ouest en est tout le 5e arrondissement ainsi que le 6e, 10e, 11e et 12e, et se termine à l'entrée du quartier de la Pomme.
Le plus grand cimetière de Marseille, dont l'entrée principale se trouve sur la rue Saint-Pierre, est nommé « cimetière Saint-Pierre » ; la plus grande partie du cimetière est cependant située géographiquement dans le quartier de la Timone (10e arrondissement). Par contre, l'hôpital de la Timone, dont l'entrée se trouve rue Saint-Pierre, est bien situé dans le 5e arrondissement et non dans le 10e.
Depuis les débuts du tramway de Marseille, un dépôt a été établi à Saint-Pierre, en face du cimetière. Au fil des années les tramways ont progressivement cédé la place aux bus et trolleybus, mais le célèbre « 68 » a continué à y avoir son terminus jusqu'à sa disparition en 2004. Le dépôt du nouveau tramway de Marseille a été établi à quelques dizaines de mètres de l'ancien dépôt historique, qui a été rasé. La ligne 1 du nouveau tramway, qui s'est substituée au 68, continue au-delà de Saint-Pierre pour se rendre au nouveau terminus des Caillols.

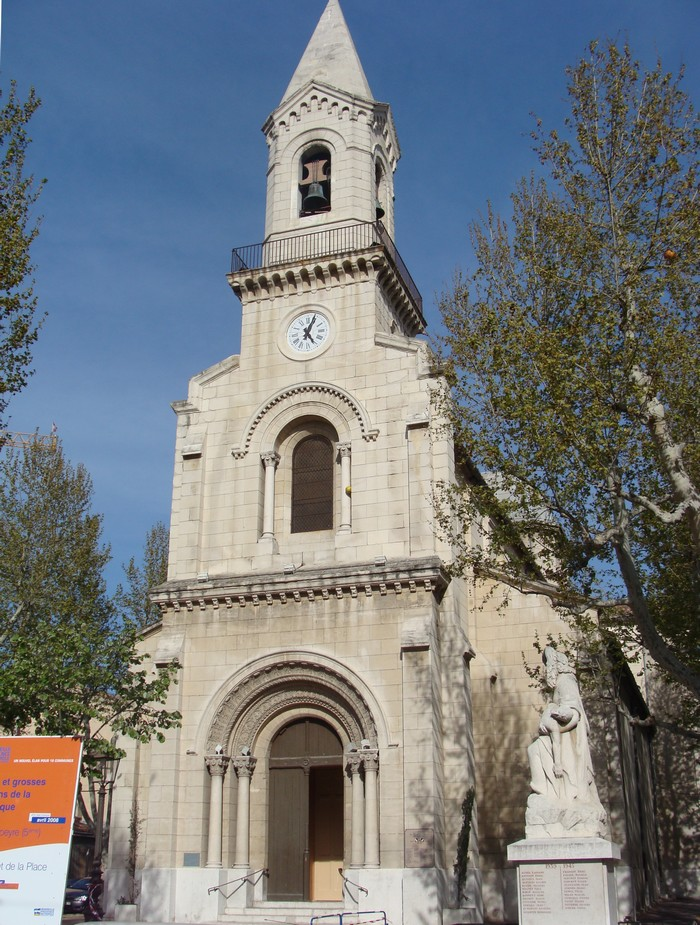
L'église Saint-Pierre, vue du boulevard Jeanne-d'Arc.
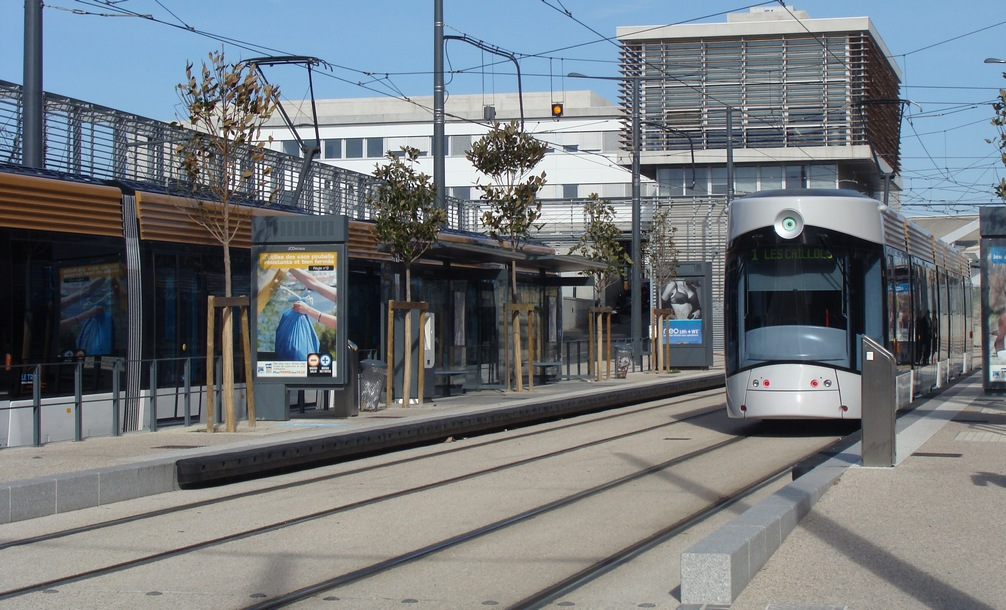
Un tramway devant le dépôt de Saint-Pierre.
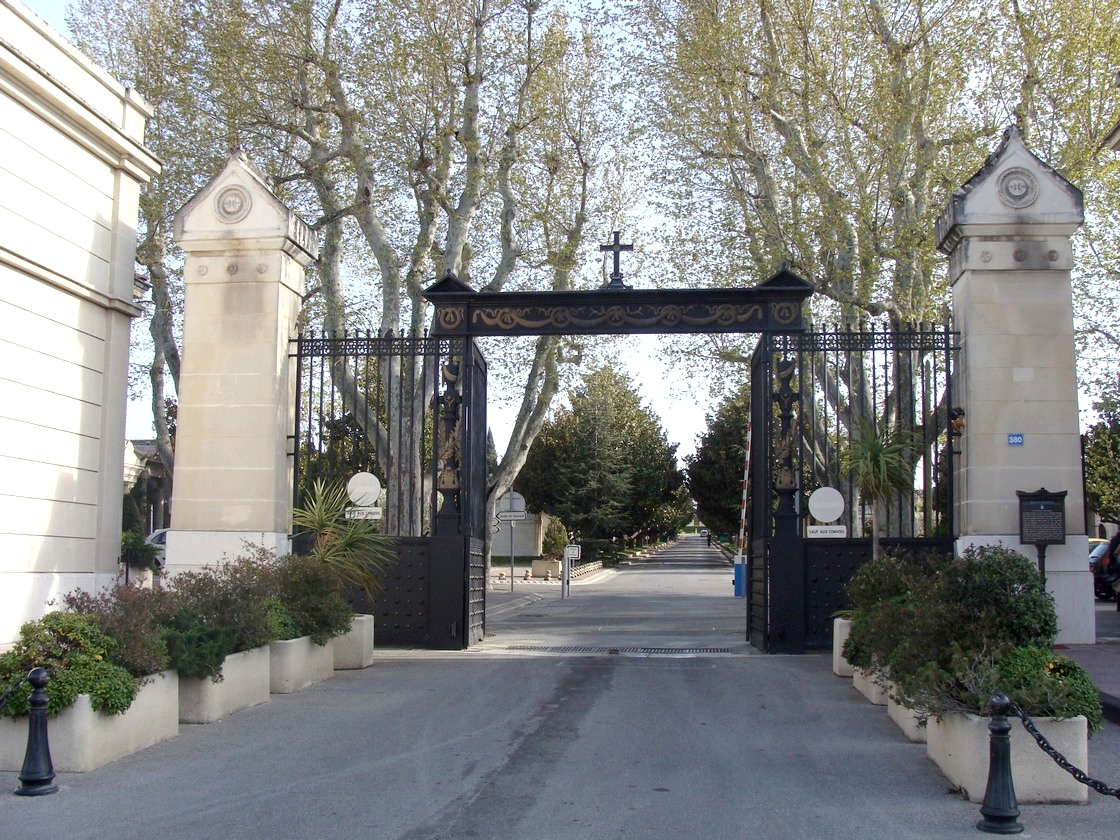
L'entrée principale du cimetière Saint-Pierre.

## Démographie
| population                                                       | 9 154 | 7 861 | 8 200 | 8 432 | 8 836 |
| Nombre retenu à partir de 1962 : Population sans doubles comptes |       |       |       |       |       |